# هيئة الأحبار
إن هيئة الأحبار (بالإنجليزية: College of Pontiffs)‏ (باللاتينية: Collegium Pontific) هي إحدى هيئات دولة روما القديمة التي تضم الكهنة رفيعي المستوى في دين الدولة. وكانت هذه الهيئة تتكون من الحبر الأعظم (Pontifex Maximus) وفستال وريكس ساكروروم (Rex Sacrorum) وموقدي نيران الأضاحي. كانت هيئة الأحبار من الهيئات الكهنوتية الرئيسية الأربع، أما الثلاث الآخرون فهم أوغور (augurs) وكوينديسيمفيري ساكريس فاسيونديس (quindecimviri sacris faciundis) («خمسة عشر رجلاً يقومون بهذه الشعائر») وابولونيس (Epulones).
إن اللقب حبر مشتق من العبارة اللاتينية التي تعني «من يبني الجسر» "bridge builder"، وهو دلالة واضحة على دورهم المبكر في استرضاء الإله والأرواح المرتبطة بنهر التيبر (Tiber River)، على سبيل المثال.[بحاجة لمصدر] ويستشهد فارو على هذا الموقف بمعنى «قادر على العمل».[بحاجة لمصدر]
كان الحبر الأعظم أهم أعضاء هذه الهيئة. حتى عام 104 قبل الميلاد، كان ينفرد الحبر الأعظم بالسلطة لتعيين أعضاء في بقية مناصب الهيئة.
كان موقدو نيران الأضاحي هم الكهنة المكلفين بخمس عشرة شعيرة رسمية في الدين الروماني، وقد خصص كل منهم إلهًا معينًا له. أبرز ثلاثة مناصب لموقدي نيران الأضاحي (فلامينز مينوريس (flamines maiores)) وفلامين دياليس (Flamen Dialis)، وهو الكاهن الأكبر لـالمشترى (Jupiter) وفلامين مارتياليس، الذي كان نواة لـالمريخ (Mars) وفلامين كويريناليس، الذي كان مكرسًا بـكويرينوس (Quirinus). الآلهة الاثنى عشر لـفلامينز مينوريس هم كارمينتا (Carmenta) وسيريس (Ceres) وفالاسير (Falacer) وفلورا (Flora) وفارنا (Furrina) وبالاتوا (Palatua) وبومونا (Pomona) وبورتونيس (Portunes) وفولكانوس (Volcanus) (فولكانوس) وفولتورنوس (Volturnus)، واثنين آخرين لم يُتعرف على هويتهم.
كانت فستال هي المرأة الوحيدة بين أعضاء الهيئة. فكانوا مسؤولين عن حراسة الموقد المقدس لروما، والحفاظ على النيران المتوهجة داخل معبد فيستا (Temple of Vesta). ولمدة ثلاثين عامًا، وقد وقع الاختيار على الفتيات من سن 6 إلى 10 سنوات لتقلد هذا المنصب وكلفن بأداء الشعائر والالتزامات، من بينها كونهن عفيفات.

## العضوية
كانت العضوية في هيئة الكهنة المتنوعة، بما في ذلك هيئة الأحبار، في الغالب شرفًا لأعضاء الأسر القوية أو الثرية سياسيًا. كانت العضوية لمدى الحياة، باستثناء العذارى الفستيات المنتهية عضويتهم بعد 30 عامًا. في الرعيل الأول للجمهورية، لم يستطع أحد الوصول لدرجة الكهنوتية إلا الأرستقراطيين. ومع ذلك، فتحت ليكس أوجولنيا (Lex Ogulnia) الباب على مصراعيه لـعوام الرومان للالتحاق بالهيئة عام 300 قبل الميلاد.
حتى القرن الثالث قبل الميلاد، انتخبت الهيئة الحبر الأعظم من بين أعضائها. وقد طبقت الهيئة حق انتخاب حبرهم الأعظم مرة أخرى، ولكن سادت حالة من الغموض في الظروف المحيطة. طرأت حالة من التغيرات بعد الاستجابة للإصلاحات التي عرضها سولا (Sulla)، بانفراد المجلس المكون من سبعة عشر شخصًا من بين القبائل الخمس والعشرين بانتخاب الحبر الأعظم. إضافة إلى ذلك، شرعت الهيئة في إحكام قبضتها على المرشحين الذين تختارهم الجمعية. أثناء عهد الإمبراطورية، انتُخب المكتب علنًا من بين المرشحين المدرجين بين كبار الأحبار، حتى بدأ الأباطرة في افتراض اللقب تلقائيًا، عقب تجربة يوليوس قيصر (Julius Caesar). كان الحبر الأعظم منصبًا سياسيًا قويًا عند تقلده وفي الغالب كان المرشحون للمكتب من أعضاء الهيئة السياسيين النشطين جدًا. ارتقى الكثيرون أمثال يوليوس قيصر لمنصب قنصل السفن أثناء وجوده في منصب الحبر الأعظم.

## دورها في الدولة الرومانية
أثناء فترة الحكم الإمبراطوري في التاريخ الروماني، كان المنصب الأساسي للأحبار العمل كـمستشارين (مستشارين) للملوك، ولكن بعد طرد الملك الروماني الأخير تاركوينيوس سوبربوس (Lucius Tarquinius Superbus) عام 510 قبل الميلاد، أصبح الكهنة مستشارين دينيين لـمجلس الشيوخ الروماني. أما عن أبرز الهيئات الكهنوتية الأربع، فهي هيئة مهام الكهنة المعنية بتقديم المشورة لمجلس الشيوخ في القضايا المتعلقة بالآلهة والإشراف على التقويم وبالتالي الإشراف على الشعائر بطقوسهم الخاصة واسترضاء الآلهة عند ظهور المعجزات.
كان الحفاظ على ليبري بونتيفيكاليس (libri pontificales)، أو الكتب الحبرية أحد أهم الواجبات المهمة المنوطين بها. وكان من بين هؤلاء أكتا (acta) وانديجيتامينتا (indigitamenta) (قوائم الأدعية وأسماء الآلهة) وريتواليا (ritualia) وكومينتاري (commentarii) وفاستي (fasti) وأناليس (annales) (السجلات السنوية للقضاة والأحداث المهمة). وكانت تلك البنود ملكية حصرية للهيئة العليا للأحبار ولم يُسمح لغيرهم بالتشاور حول تلك البنود عند الحاجة.
لجأ ليكس أسيليا للقوة في الهيئة لإدارة التقويم. وبالتالي، اتفقوا على الأيام التي يمكن انعقاد الاجتماعات الدينية والسياسية فيها، ومتى تقدم الأضاحي ومتى تقام الانتخابات والقرارات التي أسفر عنها مجلس الشيوخ.
واحتلت الهيئة العليا للأحبار ريجيا (Regia) (المكان القديم للملوك) أثناء الفترة الأولى لـفترة الحكم الجمهوري. وقد حلوا بديلًا للهيئة الدينية التي شكلها الملك آنذاك. وقد ظهر منصب الرسول الأعظم، ليحل بديلاً عن الملك في الأغراض المرتبطة بالشعائر الدينية.
عندما أصبحت المسيحية الديانة الرسمية لـالإمبراطورية الرومانية، بعد المرسوم الذي أصدره ثيودوسيوس الأول (Theodosius I) عام 381، أصبح الأسقف التابع لـروما (بابوية كاثوليكية) الحاكم الفعلي للمدينة، حيث نقل الأباطرة مقار إداراتهم إلى القسطنطينية. في حوالي 440، بدأ ليو الأول (Pope Leo I) في استخدام لقب الحبر الأعظم للتأكيد على السلطة المدنية لـ البابوية الكاثوليكية واستمرار السلطة الإمبراطورية. يُترجم المصطلح «كبار الكهنة» في العهد الجديد (على سبيل المثال مارك 15:11) بPontifices في النسخة اللاتينية و«الكاهن الأكبر» بPontifex في اليهودية 2:17 وغيره.

## وصلات خارجية
- Pontifex maximus and the college of pontiffs
- Smith's Dictionary of Greek and Roman Antiquities, article "Pontifex"